# Iordan de Hauteville
Iordan de Hauteville (n. după 1055 – d. 12 sau 18 sau 19 septembrie 1092) a fost fiul cel mare al contelui Roger I de Sicilia, rezultat dintr-o relație extraconjugală. Ca războinic, el a luat parte de la o vârstă timpurie la cuceririle efectuate de tatăl său în Sicilia, devenind conte de Siracuza.
În 1077, la asediul asupra Trapani, una dintre cele două fortărețe rămase în mâinile sarazinilor în vestul insulei, Iordan a condus un atac care a reușit să surprindă garnizoana și să captureze animalele care asigurau aprovizionarea acesteia. Lipsită de provizii de hrană, garnizoana orașului a fost nevoită să capituleze. Iordan a fost de asemenea prezent la asediul Taorminei din 1079, iar în 1081, împreună cu Robert de Sourdeval (sau Sourval) și Elias Cartomi (un trădător sarazin), a capturat orașul Catania din posesia ultimului emir de Siracuza, Ibn Abbad, ca urmare a altui atac surpriză. Anul următor, pe când tatăl său era plecat din Sicilia pentru a veni în sprijinul ducelui Robert Guiscard de Apulia, Iordan a fost lăsat la conducerea trupelor normande din Sicilia. Însă în vara lui 1083, Iordan a trecut la conducerea unor nobili nemulțumiți aflați în stare de rebeliune față de Roger I. Tatăl său a revenit și imediat a luat măsura de a-i orbi pe conducătorii revoltei, singurul care a primit iertarea (în ultimul moment) fiind chiar fiul său. Din acel moment, Iordan a devenit mai loial ca niciodată.
În 22 mai 1085, flota lui Roger I a debarcat cavaleria lui Iordan la 15 mile nord de Siracuza. În 25 mai, navele contelui și cele ale emirului de Siracuza s-au confruntat în dreptul portului și, dat fiind că emirul fusese ucis în timpul luptei, forțele lui Roger au debarcat și ele, tocmai pentru a constata că Iordan deja începuse de unul singur asediul asupra orașului. Asediul a durat de-a lungul întregii veri, iar orașul a capitulat în cele din urmă în fața normanzilor, singura stăpânire a sarazinilor din Sicilia rămânând Noto. În februarie 1091, Iordan a fost prezent și la asediul asupra acestui oraș. El a fost numit senior de Noto și conte de Siracuza, loc în care a și murit de febră, probabil în 1092. O inscripție consemnând moartea sa poate fi văzută în biserica Santa Maria din Mili San Pietro, în apropiere de Messina.
În 1089, tatăl său i-a aranjat căsătoria cu o fiică a lui Bonifaciu del Vasto, într-un moment în care Roger însuși se căsătorea cu Adelaida del Vasto, fiică a lui Manfred del Vasto, fratele lui Bonifaciu.